# 폴리케톤
폴리케톤은 고성능의 열가소성 중합체 중 하나이다. 이 물질의 중합체 backbone의 극성(polar)의 케톤부분은 중합체 체인들 사이의 강한 인력을 발생시키는데, 이 인력은 물질의 녹는점을 높인다. (혼성 중합체(일산화탄소,에틸렌)는 255°C, 삼원 중합체(일산화탄소, 에틸렌, 프로필렌)는 220°C.)
Poketone, Carilon, 'Karilon', Akrotek, Schulaketon과 같은 브랜드명이 있다. 이 물질은 용액에 반발하고, 기계적 성질이 좋다. 다른 공업용 플라스틱과 달리, Shell Chemical의 Carilon과 같은 지방족 폴리케톤은 상대적으로 합성하기 쉽고, 저렴한 단량체들로부터 얻어질 수 있다 Carilon은 팔라듐 촉매 하에서 에틸렌과 일산화탄소로부터 얻어진다. 녹는점을 조금 낮추기 위해서 일반적으로 에틸렌은 프로필렌으로 대체된다. Shell Chemical은 1996년 미국에서 Carilon 열가소성 중합체를 상업적으로 출시했으나, 2000년에 공급을 중단했다. SRI International이 Carilon 열가소성 중합체를 공급하고 있다. 효성은 2013년 폴리케톤 개발에 성공하여, 2015년에 제품을 출시할 것이라고 발표했다. 효성화학은 2015년 이후 현재까지 세계에서 유일하게 폴리케톤 베이스 폴리머(neat polymer)를 생산하여 공급하고 있다. 

## 공업 생산
에틸렌과 일산화탄소의 혼성 중합체가 가장 중요하다. 공업적으로 이 물질은 메탄올 슬러리, 또는 고정화촉매를 이용한 기체상반응으로 합성된다.

## 중합 구조

### 개시와 종결
개시는 메탄올계에서는 일어나지 않는데, 개시반응은 팔라듐전구체에 메톡사이드나 수소화물을 첨가하는 가메탄올분해를 통해 일어난다. 종결반응 또한 가메탄올분해를 통해 일어난다. 합성되는 중합체 체인의 끝부분에 따라 그 부분이 에스터가 되거나 케톤그룹이 되고, 각각 팔라듐 메톡사이드나 수소화물 촉매를 재생산한다.

### 전파
팔라듐-페난트롤린 촉매를 이용한 전파 구조는 Brookhart에 의해 제안되었다.
폴리케톤은 결점이 낮은 것으로 유명하다.(붉은 색으로 표시된, 에틸렌이 두 번 삽입된 구조 또는 카보닐이 두 번 삽입된 구조):
카보닐이 두 번 삽입된 구조를 만들기 위한 활성화장벽이 매우 높기 때문에 발생하지 않는다. Brookhrt의 기계론적 연구는, 에틸렌을 두 번 삽입하기 위해 필요한 알킬에틸렌 팔라듐 중합체의 농축은 항상 낮다는 것을 보여준다.:
또한 알킬에틸렌 삽입의 활성화깁스에너지는 알킬-일산화탄소 삽입의 활성화장벽(활성화깁스에너지)보다 3kcal/mol 더 높다. 결과적으로는 100만분의 1정도의 낮은 비율로 결함이 발생하기도 한다. 공업과 관련있는 팔라듐-dppp(diphenlphosphinopropane) 촉매도 연구되고 있다.

### 두자리 리간드의 중요성
한자리 포스핀 리간드를 갖는 팔라듐 전촉매가 메탄올과 함께 사용되면 메틸 프로피온이 과량 얻어진다. 반면 킬레이팅 이포스핀 리간드를 사용하면 부산물이 생산되지 않는다. 이러한 발견은, 이포스핀 물질은 입체적으로 안정한 trans이성질체가 되는 cis-trans 이성질체화될 수 있다는 점에서 합리적이다. 프로피오닐 리간드는 배위자리나 에틸렌 리간드 부분을 열기 위해 trans 형태이고, 이동삽입반응은 일어나지 않는다. 대신 메탄올에 의한 가용매분해가 일어나서 원하지 않는 물질인 메틸프로피온이 부산물로 만들어지게 된다.

## 참고 문헌
1. ↑  Shell Chemical Company announces The U.S. commercial launch of CARILON Polymers
2. ↑  MatWeb-Shell Carilon® DP P1000 Polyketone  (discontinued **)
3. ↑  “Carilon Thermoplastic Polymer - Next-Generation Plastics from SRI International” (PDF). 2011년 1월 10일에 원본 문서 (PDF)에서 보존된 문서. 2015년 5월 14일에 확인함.
4. ↑  벤질알콜 용매를 사용한 폴리케톤의 제조방법
5. ↑  Vink, David (2014년 9월 15일). “Finding openings for polyketone compounds”. PlasticsNewsEurope. 2015년 5월 18일에 원본 문서에서 보존된 문서. 2015년 5월 12일에 확인함.
6. ↑  Drent, E.; Mul, W. P.; Smaardijk, A. A. (2001). 〈Polyketones〉. 《Encyclopedia Of Polymer Science and Technology》. doi:10.1002/0471440264.pst273.
7. ↑  Bianchini, C (2002). “Alternating copolymerization of carbon monoxide and olefins by single-site metal catalysis”. 《Coord. Chem. Rev.》 225: 35–66. doi:10.1016/S0010-8545(01)00405-2.
8. 1 2 3  Drent, Eite; Budzelaar, Peter H. M. (1996). “Palladium-Catalyzed Alternating Copolymerization of Alkenes and Carbon Monoxide”. 《Chem. Rev.》 96 (2): 663–682. doi:10.1021/cr940282j. PMID 11848769.
9. 1 2  Rix, Francis C.; Brookhart, Maurice; White, Peter S. (1996). “Mechanistic Studies of the Palladium(II)-Catalyzed Copolymerization of Ethylene with Carbon Monoxide”. 《J. Am. Chem. Soc.》 118 (20): 4746–4764. doi:10.1021/ja953276t.
10. ↑  Shultz, C. Scott; Ledford, John; Desimone, Joseph M.; Brookhart, Maurice (2000). “Kinetic Studies of Migratory Insertion Reactions at the (1,3-Bis(diphenylphosphino)propane)Pd(II) Center and Their Relationship to the Alternating Copolymerization of Ethylene and Carbon Monoxide”. 《J. Am. Chem. Soc.》 122 (27): 6351–6356. doi:10.1021/ja994251n.